# 佐々木宏 (建築家)
佐々木 宏（ささき ひろし、1931年12月7日 - 2019年9月1日）は、日本の建築家、建築評論家、近代建築研究者。
アカデミズムに属さず、自ら設計事務所を経営する傍ら、在野の研究者というスタンスを貫いた。唯一在職した法政大学では、非常勤講師の立場を通した。しかし、在野であるために何者にも遠慮することなく辛辣な批判を加える立場を崩さなかった。

## 経歴
1931年北海道小樽市に生まれる。北海道大学に入り、当初数学を目指したが、教師のアドバイスにより断念して建築へ転向。立原道造に傾倒して学内誌に立原論を投稿。在学中からアメリカの建築雑誌『アーキテクチュラル・レヴュー』を購読し、以来海外の建築動向には一貫して注目。卒業論文は「シェル、その形態と空間」。卒業後、上京して東京大学大学院に進み、池辺陽の研究室に入る。浜口隆一に提出した修士論文は「機能主義建築について」。
そのころル・コルビュジエのフィリップス館を『国際建築』に紹介。以来、数多くの建築雑誌を舞台に海外建築の紹介と評論を続ける。とくに当時日本にはほとんど知られていなかった建築家たち、アントニオ・サンテリア、フーゴー・ヘーリンク、ハンス・シャロウンなどの重要性にいち早く気づき、彼らを熱心に紹介した。それらの文章はのちに『二十世紀の建築家たちⅠ・Ⅱ』（相模書房）として刊行され、近代建築の多様性を知る貴重な文献になった。
1964年シベリア経由で渡欧したのを手始めに、欧米の近代建築を繰り返し視察、執筆や講演を通してヨーロッパの近代建築とくに北欧の近代建築を精力的に紹介し、若者たちに大きな影響を与えた。のちに若き安藤忠雄がその講演を聞いて奮起しヨーロッパへ旅立ったと語っている。
その間、多くの著書、翻訳書を出版したが、中真己のペンネームで書かれた『現代建築家の思想—丹下健三序論』は戦中の建築家たちの戦争協力の実態を検証した問題の書。また、『新建築』に連載し、のちに単行本になった『近代建築の目撃者』は今井兼次、村野藤吾、堀口捨己、土浦亀城、山口文象など、巨匠たちの戦前の欧州体験を聞き出して記録した貴重な記録である。
ル・コルビュジエの門をたたいた日本人建築家たちを描いた『巨匠への憧憬』をはじめ、ル・コルビュジエに関する研究は一貫しており、“ル・コルビュジエ学”の必要性を提唱している。
1964年から大江宏に請われて法政大学で非常勤講師として「建築思潮」の講義を受け持ち、三十数年に渡って近代建築の潮流の研究と教育に取り組んだ。2002年退任。
建築の設計は大学院の在学中に始め、1969年に設計事務所「佐々木宏建築研究室」を開設、以来三十数年にわたり設計を続けた。住宅、病院、研究所、工場など精力的に取り組んだ。膨大な執筆活動はこの設計活動と平行して行われたものであった。
1995年に『「インターナショナル・スタイル」の研究』を出版、これにより1997年に東京大学より博士（工学）の学位を取得した。主査は鈴木博之。この研究では、フィリップ・ジョンソンによってヨーロッパから導入されたモダニズム建築、インターナショナル・スタイル導入のきっかけをつくったニューヨーク近代美術館での展覧会をめぐる問題が詳細に検討されている。
いかなる学閥にも属さず、実務の知識に裏付けられた膨大な知識から繰り出す独自の視点はユニークであり、歯に衣着せぬ論評は研究者たちを震撼させるものである。2019年9月1日没、享年87歳。

## 著書

### 単著
- 『現代建築家の思想：丹下健三序論』1970、近代建築社
- 『コミュニティ計画の系譜』1971、鹿島出版会
- 『現代建築の条件』1973、彰国社
- 『二十世紀の建築家たちⅠ』1973、相模書房
- 『二十世紀の建築家たちⅡ』1976、相模書房
- 『昭和建築史』1977、新建築社
- 『近代建築の目撃者』1977、新建築社
- 『ル・コルビュジエ断章』1981、相模書房
- 『ヤコフ・チェルニホフと建築ファンタジー』1981、プロセス・アーキテクチュア
- 『「インターナショナル・スタイル」の研究』1995、相模書房
- 『巨匠への憧憬—ル・コルビュジエに魅せられた日本の建築家たち』2000、相模書房
- 『二十世紀建築のあるパトロン—ヘレン・クレーラー=ミューラーと建築家たち』2002、私家版
- 『真相の近代建築』2012、鹿島出版会
- 『どうやって近代建築を学んできたか』（私家版）佐々木宏先生『真相の近代建築』の出版を祝う会、2012年7月30日。 ※法政大学退任記念講演会の記録 2002年2月23日 於：法政大学市ヶ谷校舎
  - どうやって近代建築を学んできたか (PDF, 1346KB)  法匠会-法政大学建築学科同窓会

### 共著その他
- 『建築術3　平面で考える』共著、1967、彰国社
- 『The MODERN JAPANESE HOUSE』編著、1970、日貿出版社
- 建築学会 建築討論 インタヴュー「「真相」の戦後日本建築」、話手：佐々木宏、聞手：種田元晴、市川紘司、青井哲人、橋本純、佐藤美弥、辻泰岳（2017年7月16日、於：明治大学生田校舎）
  - “インタヴュー 佐々木宏［1931-］「真相」の戦後日本建築”. Medium. 2024年8月15日閲覧。[11]

### 訳書
- 『敷地計画の技法』ケヴィン・リンチ著、前野淳一郎と共訳、1966、鹿島出版会
- 『経験としての建築』ラスムッセン著、1966、美術出版社
- 『ル・コルビュジエ』チャールズ・ジェンクス著、1978、鹿島出版会
- 『建築の空間』コルネリス・ファン・デ・フェン著、1981、丸善
- 『ル・コルビュジエの手帖—ドイツ紀行』1995、同朋舎出版
- 『ル・コルビュジエの画帳—ラ・ロシュのアルバム』1997、同朋舎出版

## 佐々木宏建築研究室の主な作品
- タケダ理研工業群馬工場　1983
- アドバンテスト大利根工場　1986
- アドバンテスト基礎研究所　1987
- アドバンテストゲストハウス　1988
- アドバンテストクラブハウス　1988
- アドバンテストシステムラボラトリ　1989